# Ham-sur-Heure-Nalinnes
Ham-sur-Heure-Nalinnes (prononcer [am syʁ œʁ nalin] ; en wallon Han-Nålene) est une commune francophone de Belgique située en Région wallonne dans la province de Hainaut.

## Géographie
Ham-sur-Heure-Nalinnes est située au sud du sillon Sambre et Meuse, entre Charleroi et Philippeville. Administrativement rattachée à la province de Hainaut, elle en constitue la limite sud par rapport à la Province de Namur (entité de Walcourt). Elle se situe également à la limite du Condroz et de la région limoneuse hennuyère.
La commune de Ham-sur-Heure-Nalinnes est une commune rurale, le territoire communal ne comptant que 19% de zones bâties (12% de zones destinées à l’habitat). Pour le reste, les zones agricoles, pour 58 %, et les zones forestières, pour 21%, couvrent la majeure partie de la surface. Sa superficie s'élève à 4 567 ha.

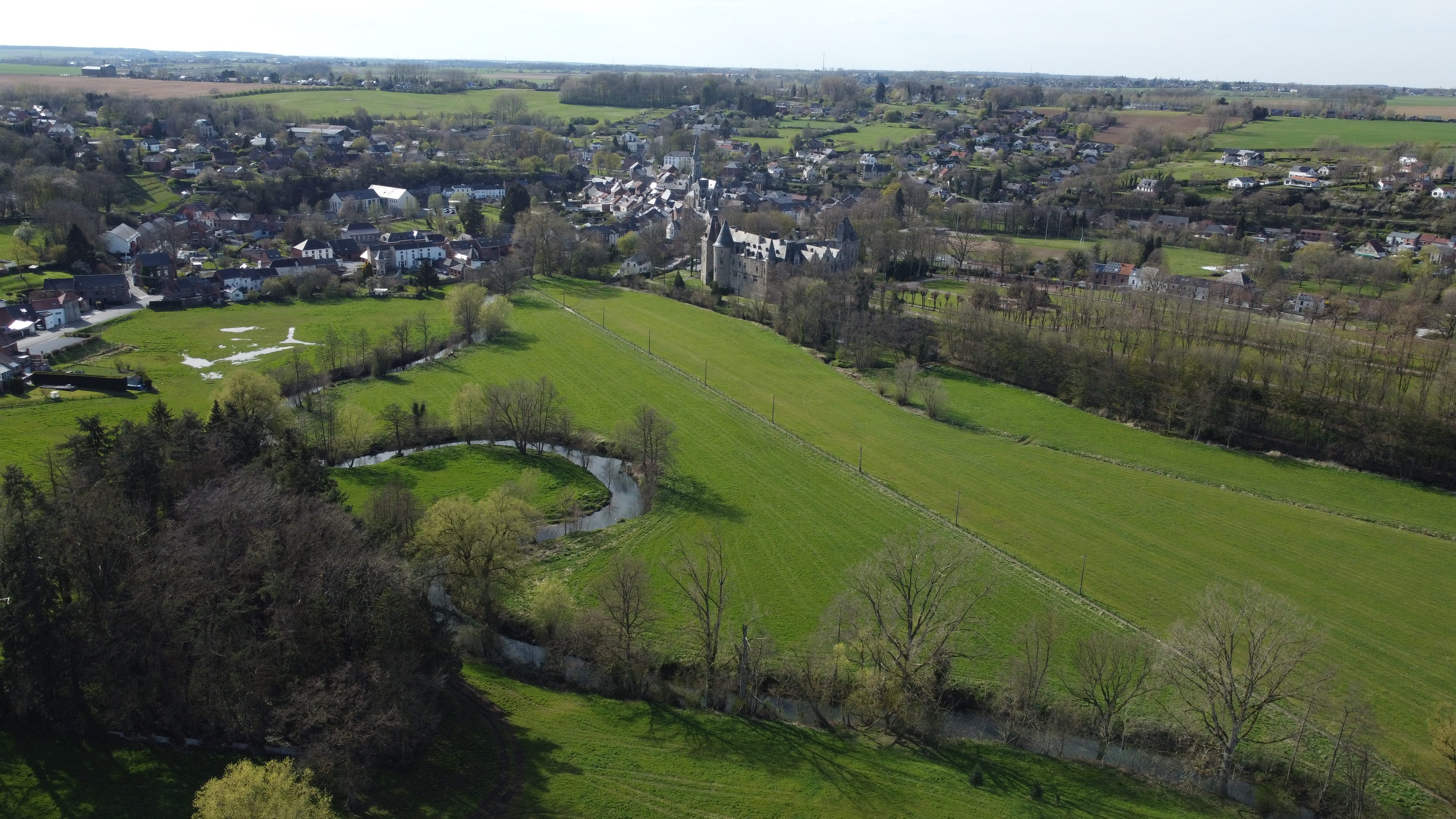
Vue aérienne du paysage de Ham-sur-Heure.

Elle est traversée par la rivière Eau d'Heure (affluent de la Sambre) sur les rives de laquelle s'égrènent les villages de Cour-sur-Heure, Beignée, Ham-sur-Heure et Jamioulx. Celle-ci a creusé une vallée aux reliefs parfois très prononcés, l'altitude variant de 120 m en aval à Jamioulx à 240 m sur le plateau de Nalinnes. On recense également plusieurs cours d’eau ainsi que divers étangs.
Au niveau géologique, Ham-sur-Heure-Nalinnes a la particularité d'être traversée par la « Faille du Midi » séparant le synclinal de Namur au nord et le synclinal de Dinant au sud qui s'incurve vers le sud formant « l'anse de Jamioulx ». Pour cette raison, son sous-sol est assez contrasté : une bande de calcaire dinantien aussi appelé carbonifère (à Jamioulx ce qui explique la présence de carrières et de fours à chaux), des gisements de houille grasse (qui ont été exploités par un charbonnage à proximité de Jamioulx), des alluvions à proximité de l'Eau d'Heure, des schistes, des grès gris-bruns, rouges et verts, des poudingues et une couverture méso-cénozoïque formée de craies et de sables et de limons qui occupent le plateau de Nalinnes.

### Sections de commune
L'entité de Ham-sur-Heure-Nalinnes est composée des anciennes communes de Cour-sur-Heure, Ham-sur-Heure, Jamioulx, Marbaix-la-Tour et Nalinnes fusionnées en 1977.
| # | Nom             | Superf. (km²) | Habitants (2020) | Habitants par km² | Code INS |
| - | --------------- | ------------- | ---------------- | ----------------- | -------- |
| 1 | Ham-sur-Heure   | 12,08         | 4.816            | 399               | 56086A   |
| 2 | Nalinnes        | 19,42         | 5.812            | 299               | 56086B   |
| 3 | Cour-sur-Heure  | 4,85          | 725              | 150               | 56086C   |
| 4 | Marbaix-la-Tour | 6,13          | 753              | 123               | 56086D   |
| 5 | Jamioulx        | 3,22          | 1.514            | 470               | 56086E   |

### Communes limitrophes
|       | Charleroi              |           |
| Thuin | Ham-sur-Heure-Nalinnes | Gerpinnes |
|       | Walcourt               |           |

## Démographie
En tenant compte des anciennes communes entraînées dans la fusion de communes de 1977, on peut dresser l'évolution suivante :
Les chiffres des années 1831 à 1970 tiennent compte des chiffres des anciennes communes fusionnées.
- Source: DGS , de 1831 à 1981=recensements population; à partir de 1990 = nombre d'habitants chaque 1 janvier[5]

## Histoire
Le site de Cour-sur-Heure était déjà occupé à l'époque romaine, un cimetière y ayant été signalé à la Terre du Buisson.

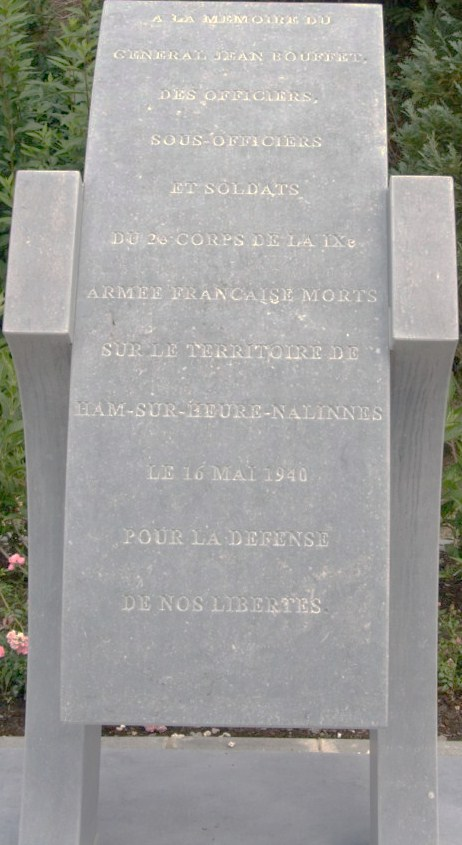
Monument aux morts du 16 mai 1940 à Ham-sur-Heure-Nalinnes.

Cette occupation persiste au temps des Mérovingiens. On a découvert à Nalinnes une sépulture franque au lieudit « Couture ». Un cimetière assez important a dû y exister mais a été détruit.
Dès le IXe siècle, le chapitre de Lobbes avait des possessions à Ham-sur-Heure-Nalinnes. Par la suite, Ham-sur-Heure-Nalinnes est intégrée à la Principauté de Liège et au diocèse de Liège jusqu'à la fin de l'Ancien Régime en 1789. Un château est construit à Ham-sur-Heure dès la fin du XIe siècle. En 1207, Arnould de Morialmé donne le fief de Ham-sur-Heure-Nalinnes au chapitre de Fosse-la-Ville. Du XIIIe au XVe siècle, le village passe sous différentes mains au fil de mariages et héritages.
Nalinnes et Ham-sur-Heure vivent à plusieurs reprises les vicissitudes de la guerre. En 1434, le village de Nalinnes est détruit par les troupes de Tristan de Morialmé. En 1583, c'est au tour de Ham-sur-Heure d'être incendié par les pillards brabançons en guerre contre la Principauté de Liège.
En prélude de la bataille de Waterloo, a lieu le combat de Ham-sur-Heure le 15 juin 1815 entre l'avant-garde de l'armée de Napoléon formée par le corps de cavalerie du général Pajol et l'avant-garde du corps d'armée prussien du général von Ziethen. Une charge de la cavalerie française vient à bout du bataillon prussien défendant le passage à Ham-sur-Heure. Une centaine de Prussiens sont faits prisonniers et von Ziethen juge plus prudent d'évacuer Charleroi.
Fin 1848, la Société du chemin de fer de l'Entre-Sambre-et-Meuse, financée par des capitaux anglais, inaugure une relation ferroviaire Charleroi - Walcourt reliant ainsi Jamioulx, Ham-sur-Heure et Cour-sur-Heure à Charleroi.
Pendant la Première Guerre mondiale, des batailles s'organisent à l'est et à l'ouest de Ham-sur-Heure, les Allemands sont accueillis par l'artillerie Française. Après l'armistice du 11 novembre 1918, les Australiens s'installent pour un temps à Ham-sur-Heure et dans son château.
En 1977, date de la fusion des communes, Ham-sur-Heure est fusionné avec les autres localités pour former Ham-sur-Heure-Nalinnes.

## Héraldique
|  | La commune possède des armoiries qui ne semblent pas lui avoir été octroyées officiellement. Blasonnement : D'or à quatre pals de gueules, à la bordure engrêlée d'azur, chargé en cœur d'un écusson d'argent à une anille de gueules. |

## Politique et administration

### Conseil et collège communal 2024-2030
Ci-dessous, le tableau des résultats des élections communales de 2024.
| Parti | Parti        | Voix (2024) | Voix (2018) | % (2024) | % (2018) | +/-    | Sièges  | +/- | Collège |
| ----- | ------------ | ----------- | ----------- | -------- | -------- | ------ | ------- | --- | ------- |
|       | LES ENGAGÉS  | 2.164       | -           | 23,51%   | -        | 0.0 %  | 5 / 23  | 5.0 | Oui     |
|       | MR           | 5.550       | 6.635       | 60,29%   | 69,73%   | 9.44 % | 15 / 23 | 3.0 | Oui     |
|       | CAP Communal | 1.491       | 1.477       | 16,20%   | 15,52%   | 0.68 % | 3 / 23  | 0.0 | Non     |
|       | DéFI         | -           | 207         | -        | 2,18%    | 0.0 %  | - / 23  | 0.0 | Non     |
|       | VivrEnsemble | -           | 1.019       | -        | 10,71%   | 0.0 %  | - / 23  | 2.0 | Non     |
|       | OXY+         | -           | 177         | -        | 1,86%    | 0.0 %  | - / 23  | 0.0 | Non     |
| Total | Total        | 9 205       | 9 515       | 100 %    | 100 %    |        | 23      |     |         |

Faisant suite aux élections de juin 2024, Adrien Dolimont (MR) devient en décembre 2024 bourgmestre « en titre » empêché, la fonction mayorale est assurée par Olivier Leclercq.
Collège communal : Clémence Binon (MR), Catherine de Longueville (MR), Laurence Roulin-Durieux (MR), Marie-Astrid Attout-Berny (MR), Olivier Dandois (Les Engagés), Pierre Guadagnin (MR).
Conseil communal (23 sièges) : MR (15 sièges), Les Engagés (5 sièges), Cap communal (3 sièges).

### Liste des bourgmestres depuis 1977

#### Liste des bourgmestres (après fusion)
- Jean Hainaut[Note 1] (1977-1988).
- Jules Lejeune (1989-1994), (Int. Com).
- Jules Roulin (1995-2000), (PRL).
- Marcel Nicaise (2000), (PRL).
- Yves Binon (2000-2024), (PRL/MR).
- Adrien Dolimont (2024- ), (MR).

## Patrimoine et culture

### Patrimoine architectural
Voir : Liste du patrimoine immobilier classé de Ham-sur-Heure-Nalinnes

### Culture

#### Folklore

##### Marches militaires d'Entre-Sambre-et-Meuse

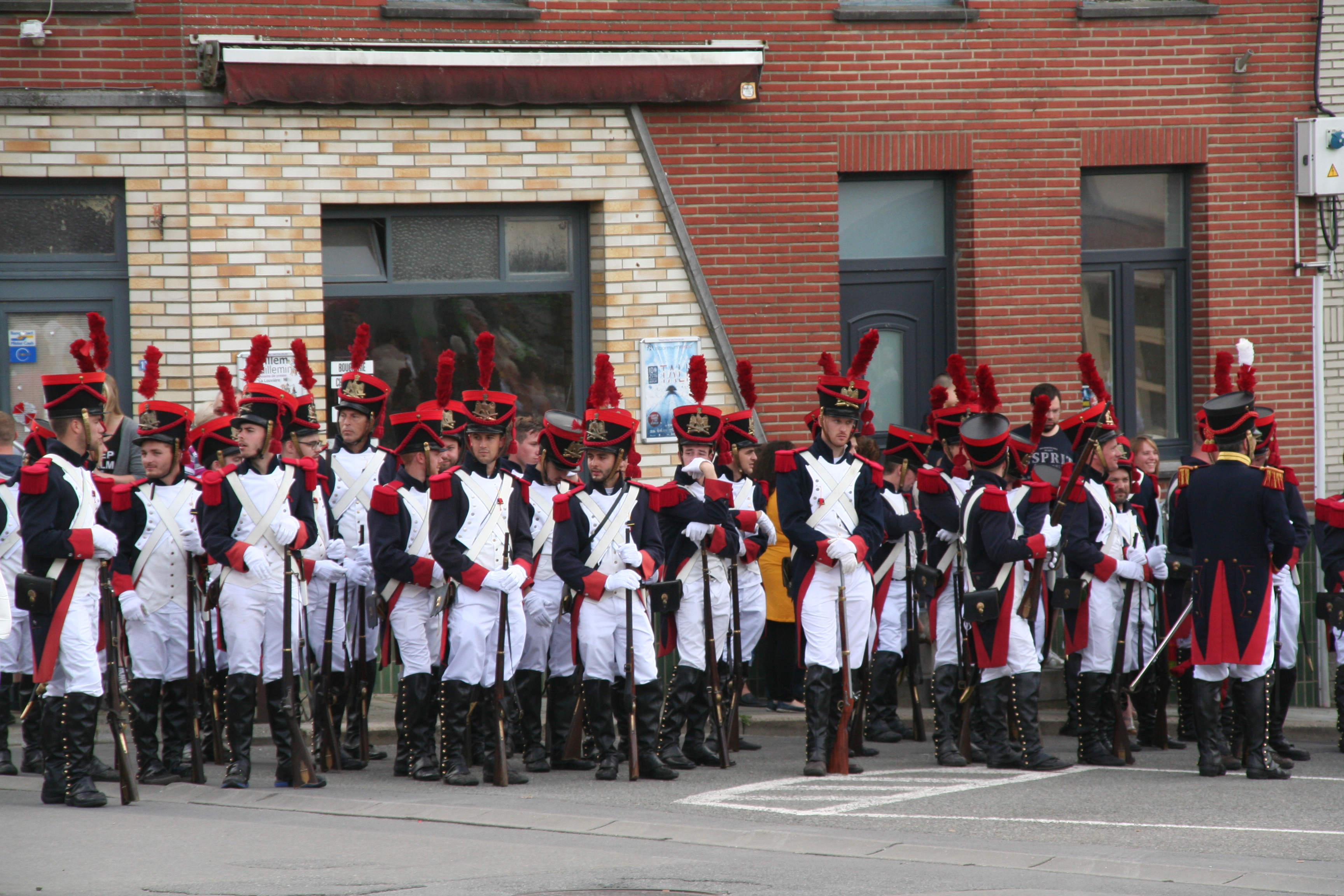
Marche Notre-Dame de Bon-Secours de Nalinnes.

Le folklore de la commune est marqué par les Marches de l'Entre-Sambre-et-Meuse, reconnues au titre de Patrimoine immatériel de l'Unesco.
- Cour-sur-Heure : Marche Saint-Jean-Baptiste, le dimanche le plus proche du 24 juin (la "Saint-Jean").
- Nalinnes : Marche Notre-Dame de Bon-Secours, 2e dimanche après le 2 juillet.
- Marbaix-la-Tour : Marche Saint-Christophe, le dernier dimanche de juillet.
- Jamioulx : Marche Saint-André, début août.
- Ham-sur-Heure : procession et marche militaire Saint-Roch (1638), le dimanche qui suit le 15 août (Saint Roch est officiellement fêté le 16 août).
- Beignée : Marche du Bienheureux Richard de Sainte-Anne, natif de Beignée, le premier dimanche après le 10 septembre (soit le jour du Grand martyre de Nagasaki en 1622).

## Enseignement
Ham-sur-Heure-Nalinnes possède plusieurs écoles dans l'entité.

### Écoles maternelles et primaires
Écoles communales, de Ham-sur-Heure, Beignée, Marbaix-la-Tour, Cour-sur-Heure, Jamioulx, Nalinnes (Centre, Haies, Bultia). École libre : École libre de Beignée.

### École secondaire
Institut d'Enseignement Scolaire Spécialisé Les Bruyères : école spécialisée adaptée aux élèves ayant des problèmes d'apprentissage et proposant trois cours de pratique : menuiserie, horticulture et électricité dans un cadre verdoyant. Cette école se trouve à Jamioulx.

## Économie
Des carrières et des fours à chaux ont dans le passé été en activité à Jamioulx et Cour-sur-Heure.
Ham-sur-Heure-Nalinnes est une commune à dominante agricole. En 2023, 57%  des surfaces sont destinées à l'activité agricole et 20% sont boisées.
Depuis 1975, Jamioulx est le lieu d'implentation du centre pénitentiaire de la région de Charleroi. Cette prison compte théoriquement 268 places réparties en 9 sections qui se répartissent en 151 cellules individuelles, 13 cellules quatuor, 6 cellules de 8 personnes et 16 places en annexe psychiatrique, mais le nombre de détenus incarcérés dépasse actuellement 400 personnes.
Nalinnes-Bultia est bordé par la Nationale 5, axe important de circulation au sud de Charleroi. Il présente un centre commercial accueillant plus de 90 commerces. De l'autre côté de cette artère, se trouve le centre commercial « Bultia Village » qui accueille 12 boutiques.

### Promenades et tourisme vert

#### Réserve naturelle domaniale de la Praie
La réserve naturelle domaniale de la Praie, Site de Grand Intérêt Biologique (SGIB), a été créée en 2001 au nord du village de Cour-sur-Heure, dans la plaine alluviale de l'Eau d'Heure. Elle occupe 6 ha. Elle présente un versant concave assez redressé où pointent des affleurements rocheux. Sur ce versant de prairies alluviales, on y trouve la reine des prés, des plantes de prairies humides, des roselières basses et un bosquet à saule fragile assez rare au niveau régional.

#### Ancienne carrière de Jamioulx

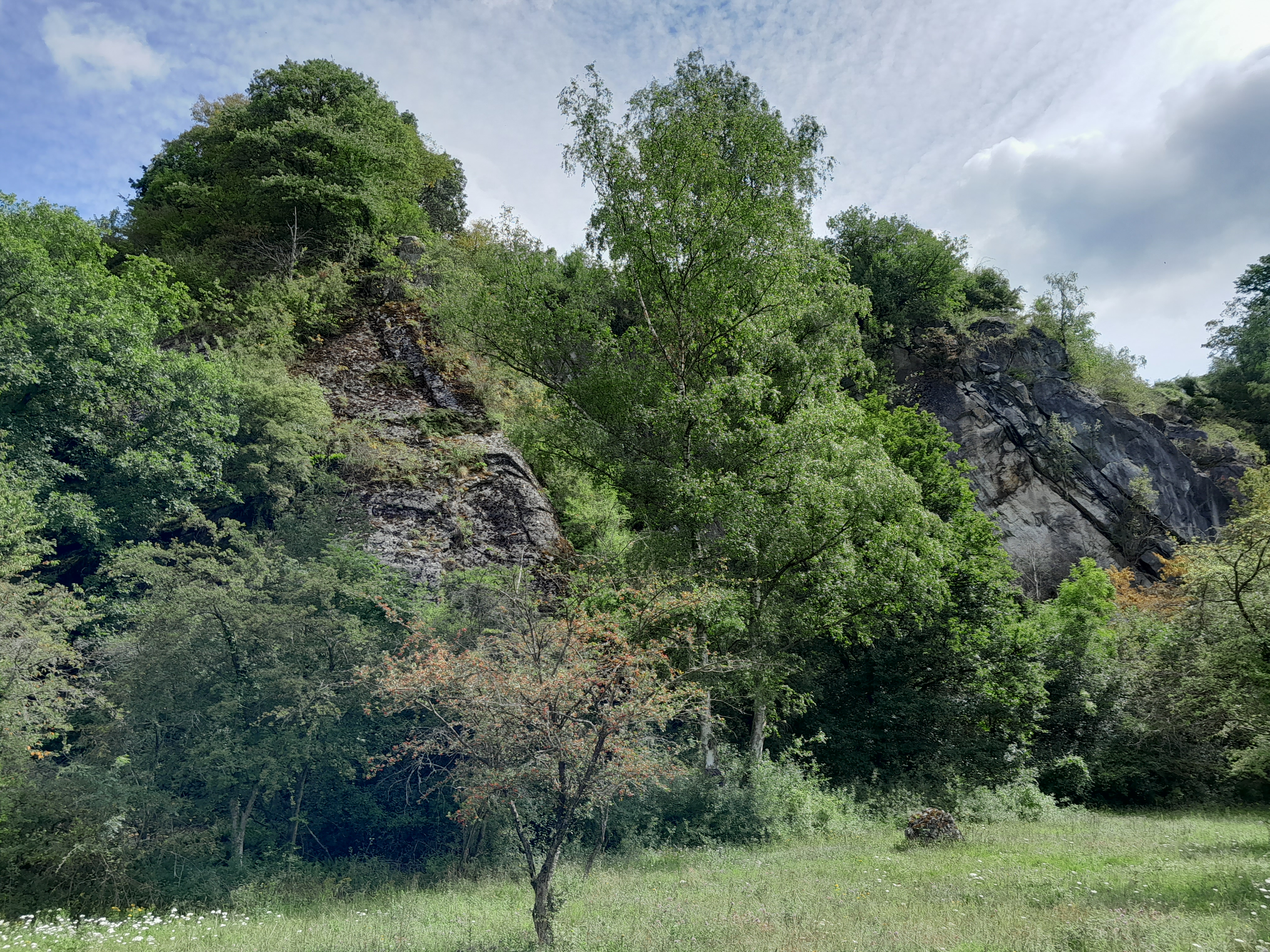
Carrière de Jamioulx.

La réserve naturelle domaniale de Jamioulx, Site de Grand Intérêt Biologique (SGIB), en amont du village de Jamioulx occupe une superficie d'environ 8 ha le long de la ligne de chemin de fer Charleroi-Couvin et de l'Eau d'Heure. Le site comprend une zone humide, un versant boisé et une carrière de calcaires viséens qui n'est plus en activité depuis les années 1950, ainsi que des fours à chaux.
La flore comprend diverses espèces, dont l'orchis pyramidal, l'orchis à larges feuilles, la cardère poilue ou encore la véronique à écus (Veronica scutellata). La faune est liée à la présence de fours à chaux pour l'hibernation des chauves-souris et de rochers permettant la nidification de rapaces tels que le grand-duc d'Europe. Les prairies humides alluviales sont des zones de reproduction pour les amphibiens et de nombreux invertébrés.

#### Sentiers de grande randonnée
Deux Sentiers de grande randonnée (GR) traversent le territoire de Ham-sur-Heure : le GR12 (Amsterdam-Paris) et le GR129 (traversée de la Belgique).

### Transports

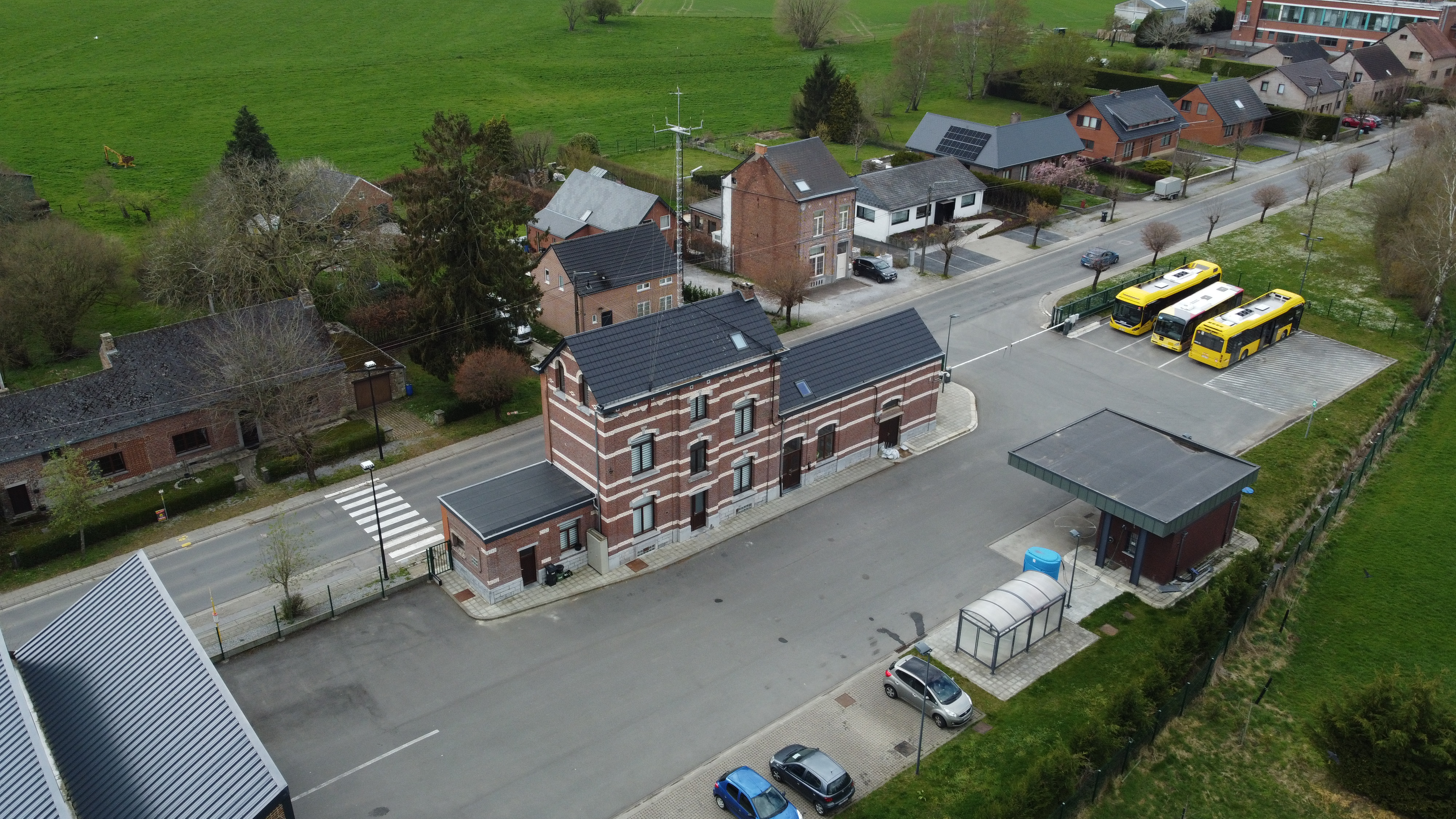
Dépôt des bus de Nalinnes.

La commune de Ham-sur-Heure-Nalinnes est traversée par la ligne de trains 132 d'Infrabel. Elle dessert les gares de Jamioulx, Beignée, Ham-sur-Heure et Cour-sur-Heure.
Le village de Nalinnes était autrefois desservi par les tramways vicinaux via la ligne 50 ; il en subsiste un dépôt aujourd'hui exploité par les TEC.
Nalinnes-Bultia est bordé par la Nationale 5, axe important de circulation au sud de Charleroi qui relie cette ville avec l'Entre-Sambre-et-Meuse et la région Grand-Est en France.

### Bière spéciale avec un nom spécial
En 2017, le conseil communal a demandé à la « Brasserie de Silenrieux » de brasser « La Bourloyate » à l'occasion de la fête du patrimoine. Le nom de la bière est un mot-valise du surnom des habitants de Ham-sur-Heure, les «Bourkîs» et de Nalinnes «Marloyat(e)».

## Galerie

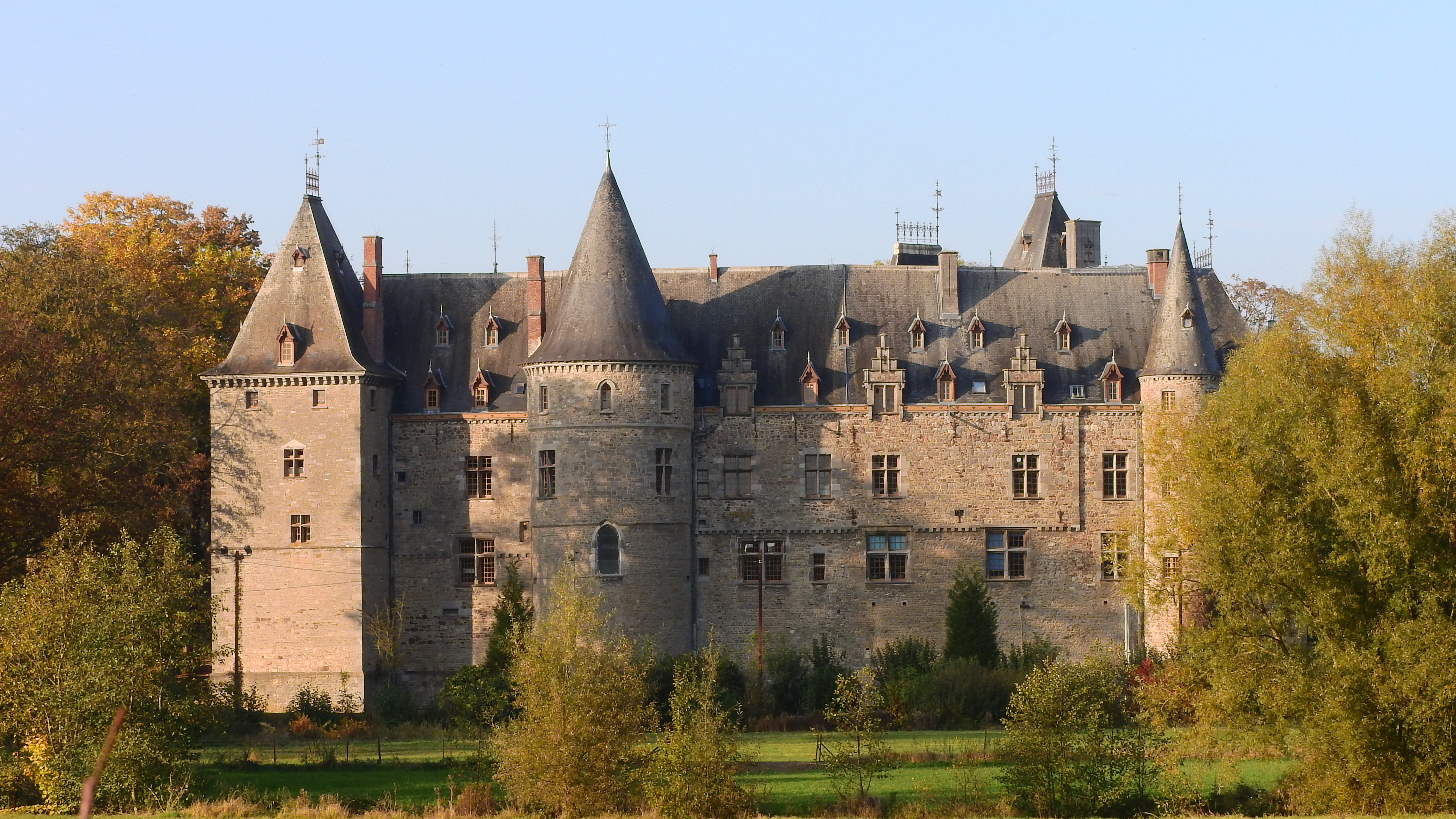
Château de Ham-sur-Heure (façade arrière).
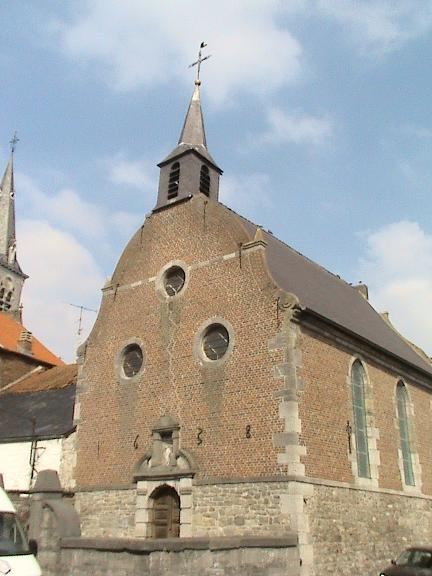
Chapelle Saint-Roch.
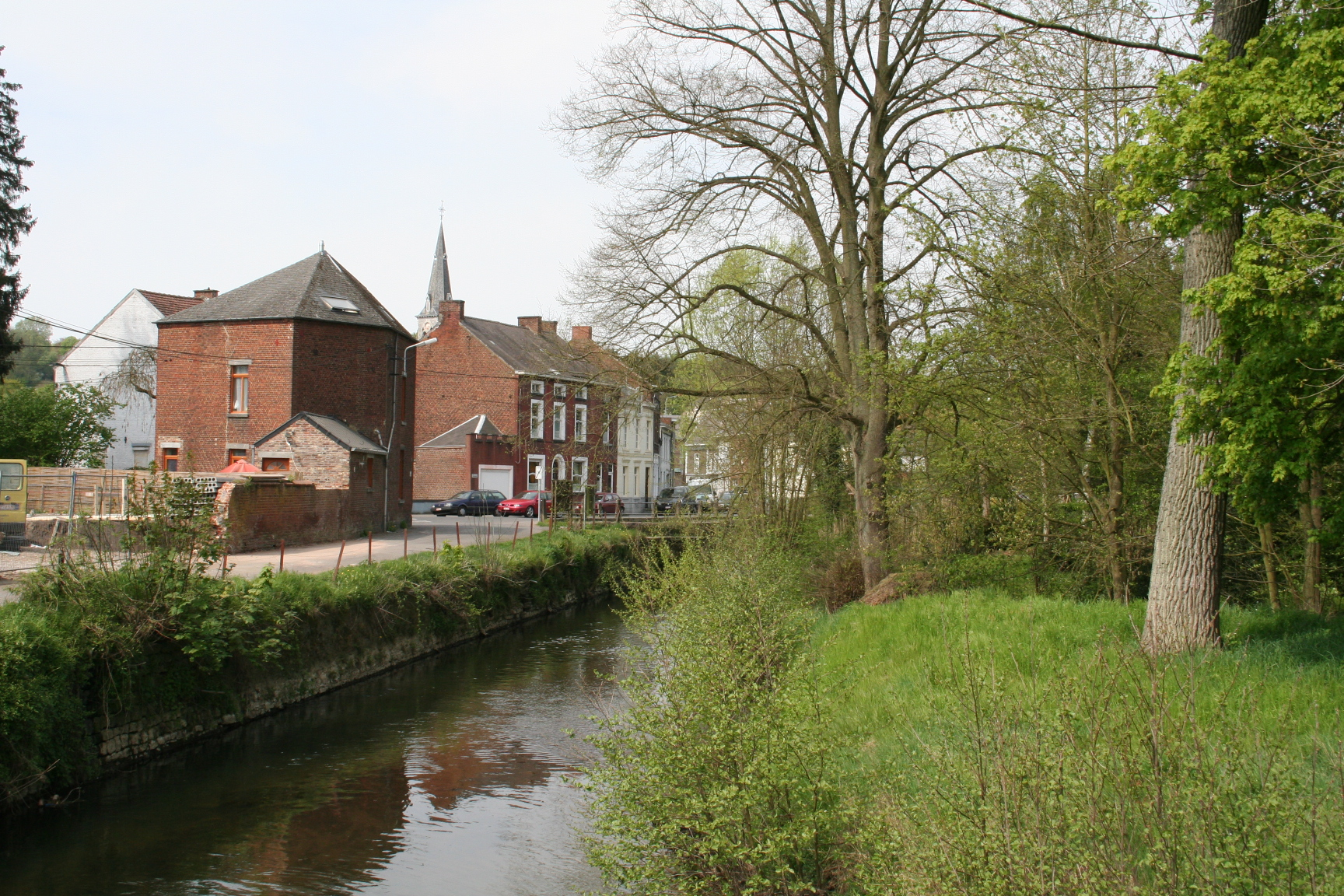
Vue de l'Eau d'Heure à Ham-sur-Heure.
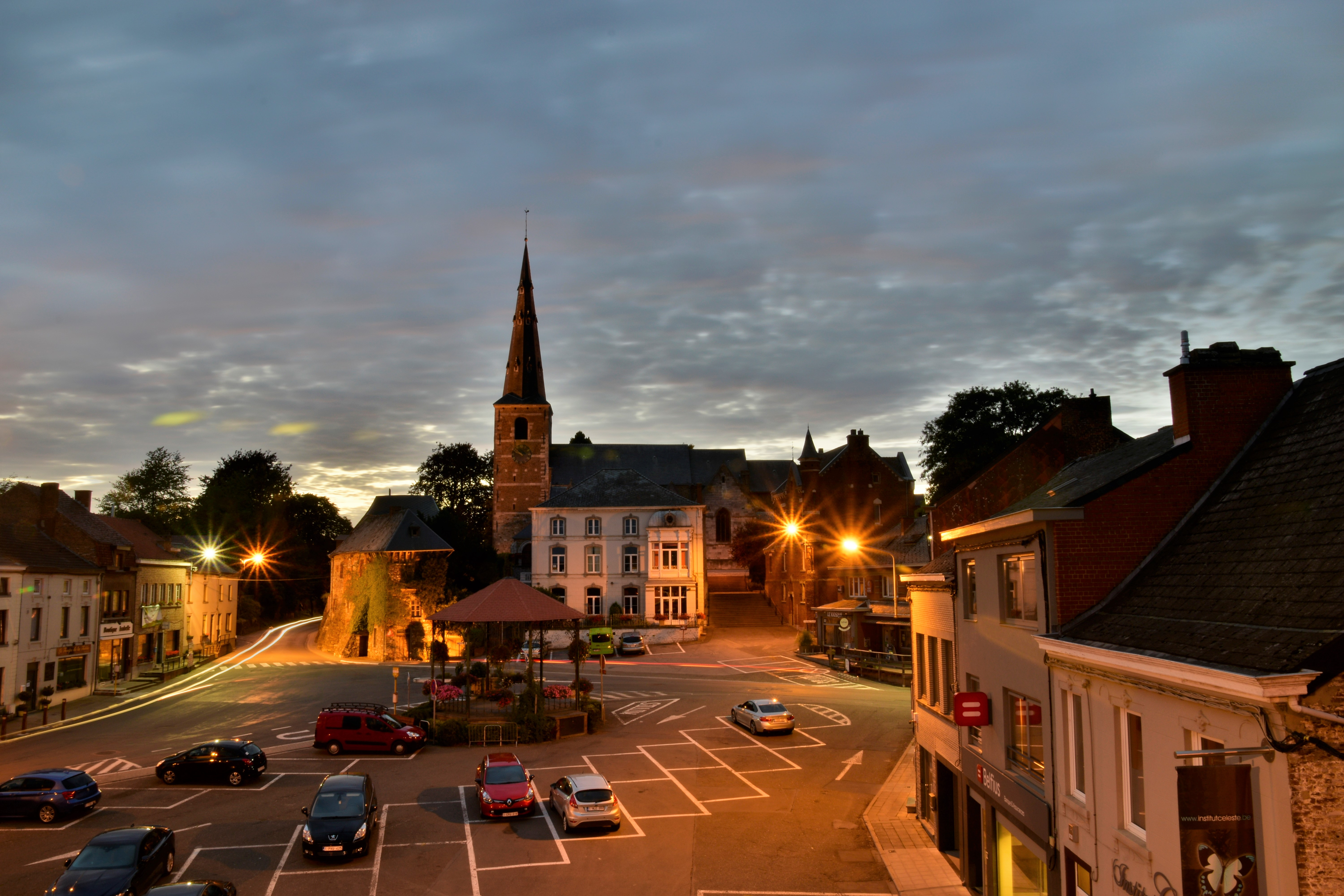
Vue du soir de la place, le kiosque et l'église à Nalinnes Centre.
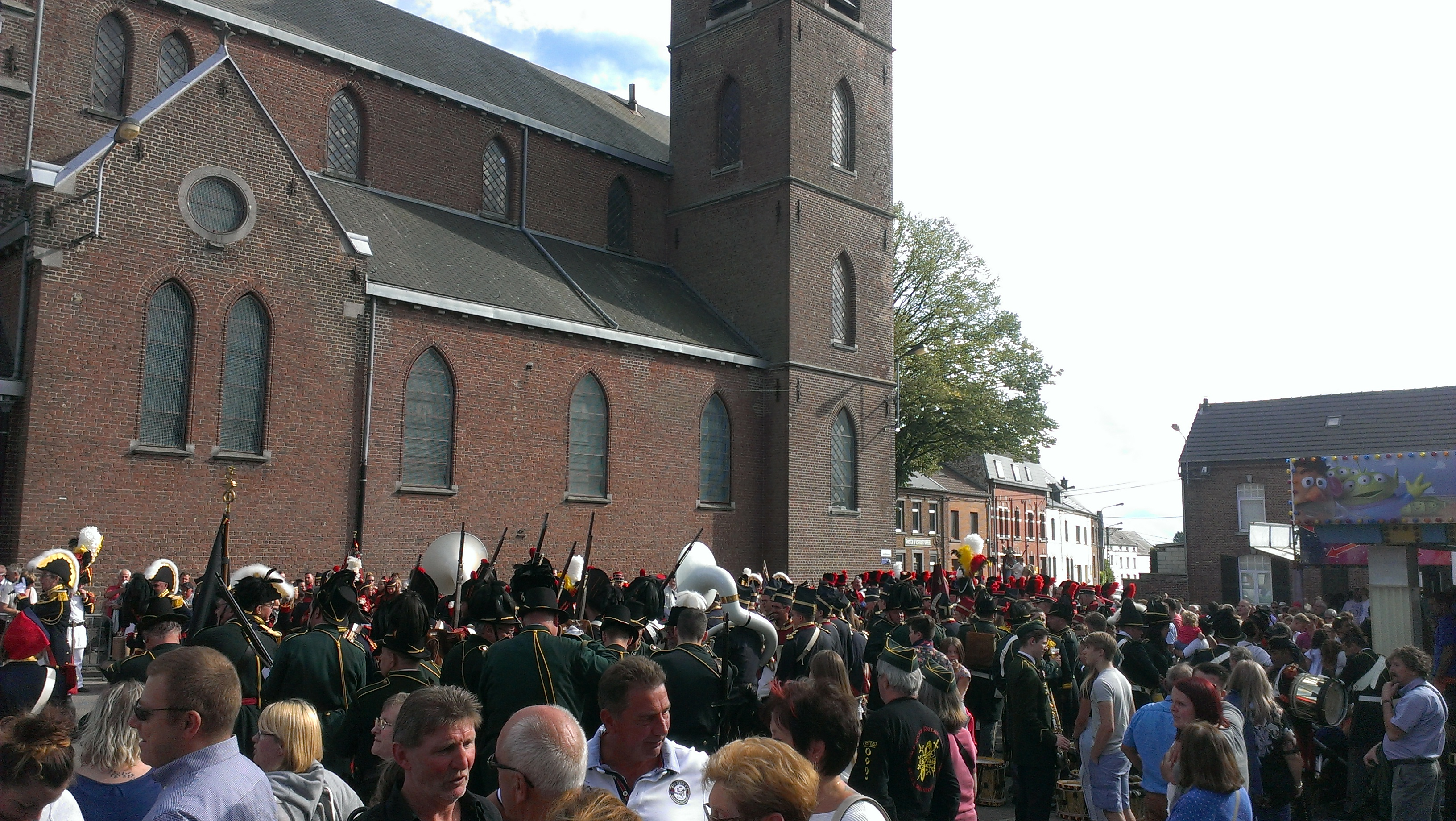
La marche Saint-Christophe à Marbaix-la-Tour.
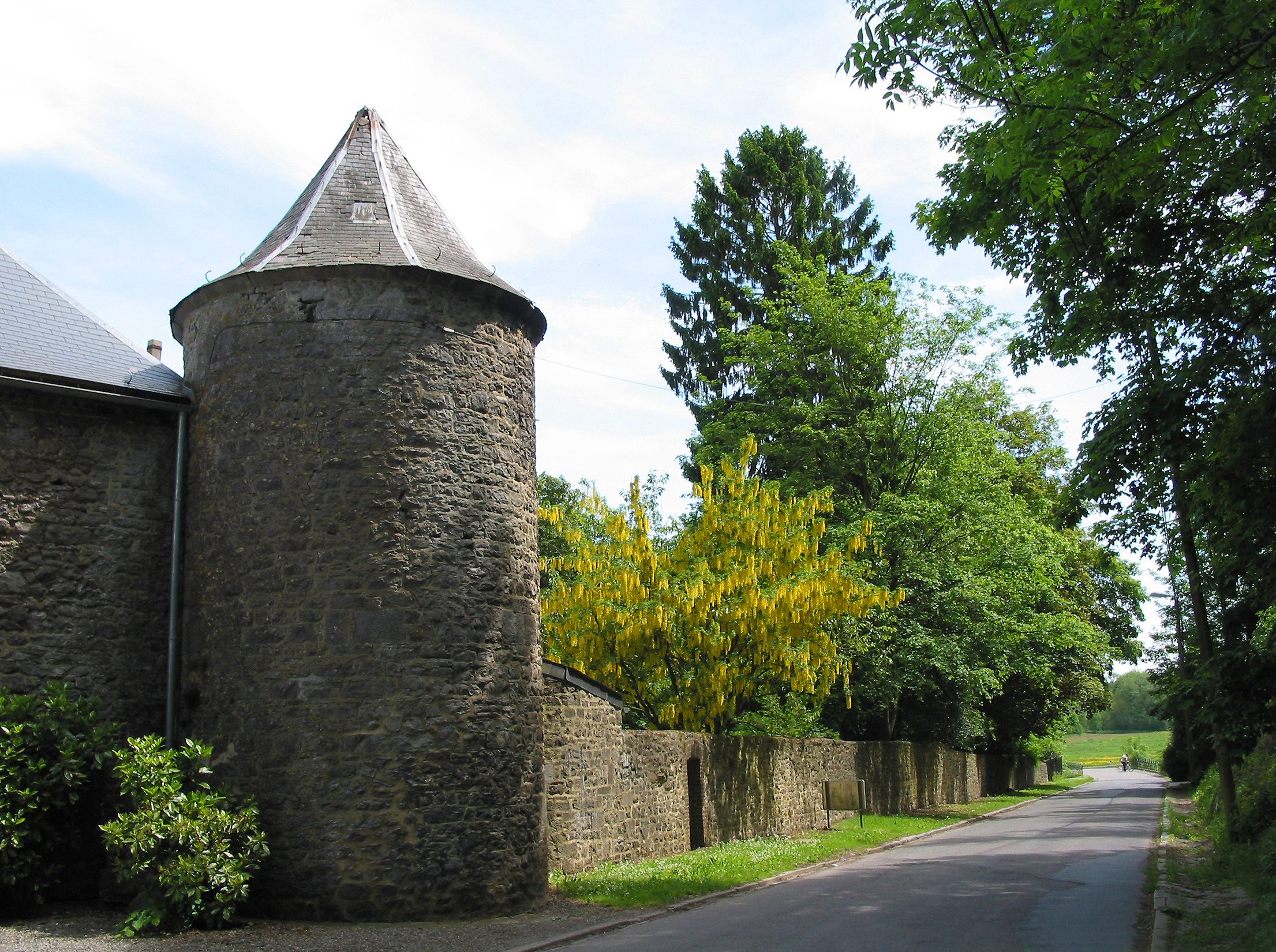
Tour du château-ferme de Cour-sur-Heure.
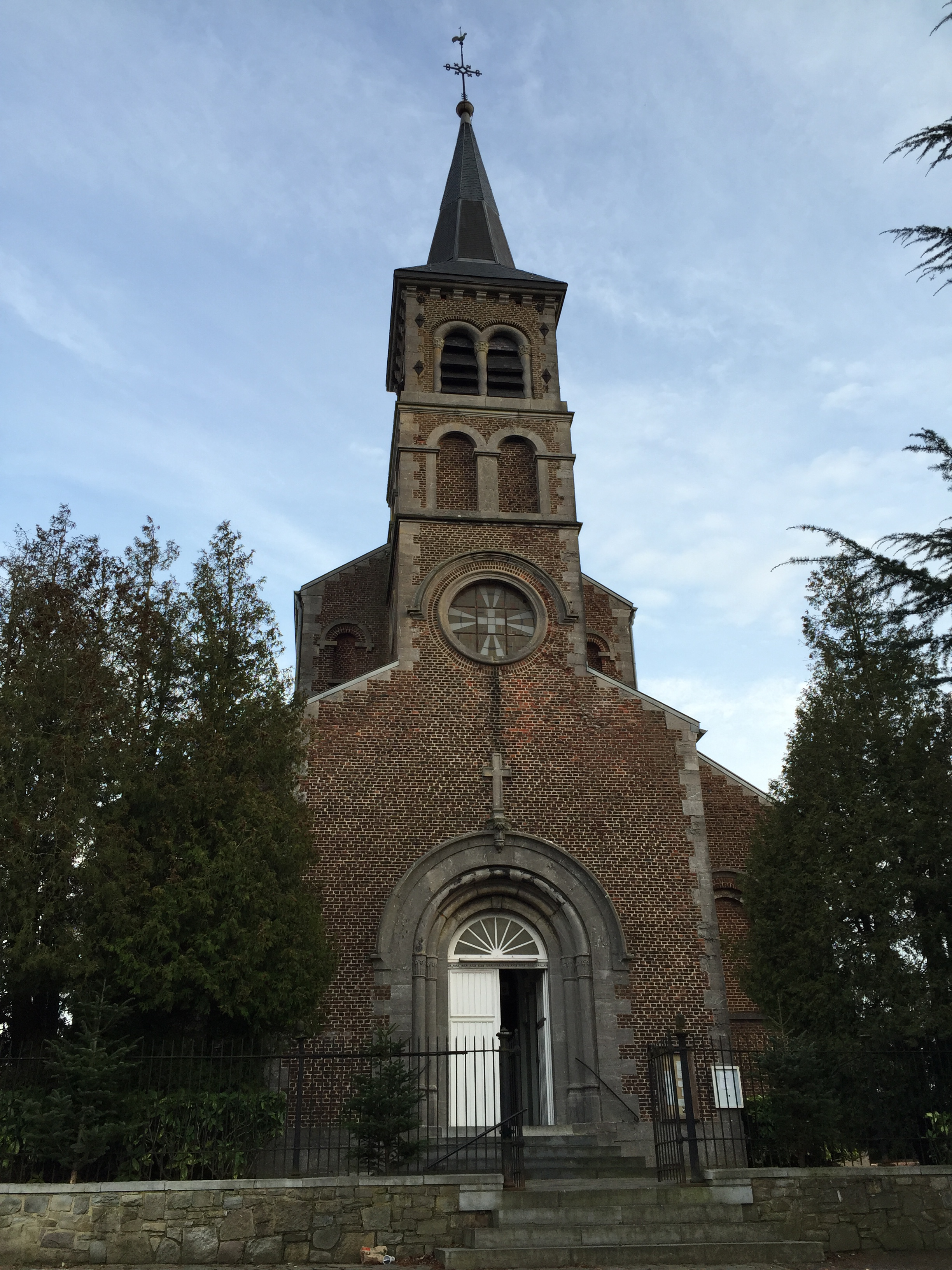
L'église Saint-André à Jamioulx.

## Personnalités de Ham-sur-Heure-Nalinnes
- Richard de Sainte-Anne (1585-1622) : moine missionnaire au Japon.
- Willy Bal (1916-2013) : écrivain de la langue wallonne (Jamioulx).
- Michel Coulon (1947-2023) : coureur cycliste professionnel.
- Adrien Dolimont (1988- ) : ministre-président de la Région wallonne et bourgmestre.
- Adrien Quertinmont (1993- ) : judoka, Champion de Belgique 2015 de judo - de 60 kg (Ham-sur-Heure).